# Markus Riva
Miķelis Ļaksa (Talsi, Municipio de Talsi; 2 de octubre de 1986), conocido artísticamente como Markus Riva, es un cantante letón.
Trabajó en Capital FM como DJ y ha compuesto música para varios programas de televisión. Entre las inspiraciones creativas menciona a artistas como Beyoncé, Robyn y Woody Allen.

## Carrera
Riva ha competido repetidamente en el programa que selecciona al representante de Letonia para el Festival de la Canción de Eurovisión. Ha estado en la selección nacional de Letonia durante las últimas ocho ediciones consecutivas. Su primera participación fue en 2014, cuando ingresó a la selección nacional Dziesma 2014 con la canción «Lights On», con la que clasificó a la final, donde quedó 11º y por tanto no clasificó a la superfinal de la competición.
En 2015, Riva lanzó su primer sencillo en ruso titulado «Taty», el video del sencillo fue realizado por el director Alan Badoev. En 2015 volvió a entrar en la selección, ahora llamada Supernova con un nuevo formato. Regresó con su canción "Take Me Down", la versión en inglés de «Taty», que quedó en segundo lugar en la final, detrás de la canción «Love Injected» de la eventual ganadora Aminata Savadogo.
En 2016, Riva entró con su canción «I Can», y quedó tercero en la semifinal, sin embargo, como no estuvo entre los dos primeros en la votación del jurado ni en el televoto, no llegó a la final.
Exponente de Ape Music, desde 2017 Riva presenta X Faktors, la versión letona de The X Factor. El mismo año, Riva volvió a participar en Supernova , esta vez con la canción «Dynamite». No logró clasificarse en la segunda serie y terminó en sexto lugar.
En 2018, Riva entró nuevamente a Supernova con la canción «This Time». Originalmente, se decía que no se había clasificado para su semifinal, sin embargo, debido a errores técnicos en la votación, se habría clasificado con la canción «Who's Counting» de Ritvars, por lo que ambas canciones pasaron a la final. En la final, Riva quedó en 5° lugar de ocho participantes.
En 2019, participó en Supernova con su canción «You Make Me So Crazy». Habiendo clasificado desde la semifinal, quedó segundo de 8 entradas, detrás de la canción del eventual ganador Carousel «That Night».
En 2020, regresó por séptimo año consecutivo con la canción «Impossible», coescrita por Aminata. No fue seleccionado para participar luego de una ronda de audiciones.
Regresó a Supernova en 2022 con la canción «If You're Gonna Love Me», pero no se clasificó para la final.
En 2023, fue seleccionado una vez más para interpretar la canción «Forever», que clasificó a la final y quedó en cuarto lugar.